# Unione Sportiva Bari 1942-1943
Questa voce raccoglie le informazioni riguardanti l'Unione Sportiva Bari nelle competizioni ufficiali della stagione 1942-1943.

## Rosa
| N. |                   | Ruolo | Calciatore           |
| -- | ----------------- | ----- | -------------------- |
|    | Italia (bandiera) | P     | Leonardo Costagliola |
|    | Italia (bandiera) | P     | Oronzo Sgobba        |
|    | Italia (bandiera) | D     | Walter De Boni       |
|    | Italia (bandiera) | D     | Angelo Simontacchi   |
|    | Italia (bandiera) | D     | Raffaele Mancini     |
|    | Italia (bandiera) | D     | Alessandro Carlini   |
|    | Italia (bandiera) | C     | Paolo Giammarco      |
|    | Italia (bandiera) | C     | Piero Colli          |
|    | Italia (bandiera) | C     | Bruno Baruzzi        |

| N. |                      | Ruolo | Calciatore         |
| -- | -------------------- | ----- | ------------------ |
|    | Italia (bandiera)    | C     | Onofrio Fusco      |
|    | Italia (bandiera)    | C     | Tommaso Maestrelli |
|    | Italia (bandiera)    | A     | Dante Di Benedetti |
|    | Argentina (bandiera) | A     | Amerigo Menutti    |
|    | Italia (bandiera)    | A     | Camillo Fabbri     |
|    | Italia (bandiera)    | A     | Vincenzo Orlando   |
|    | Italia (bandiera)    | A     | Alberto Milli      |
|    | Italia (bandiera)    | A     | Sergio Trevisan    |